# Technische Richtkonzentration
Die Technische Richtkonzentration (TRK-Wert) gibt die Konzentration eines Stoffes als Gas, Dampf oder Schwebstoff in der Luft am Arbeitsplatz an, die nach Stand der Technik maximal erreicht werden darf. TRK-Werte werden nur für krebserzeugende, -verdächtige und erbgutverändernde Stoffe angegeben, für die kein MAK-Wert angegeben werden darf. Der TRK-Wert soll das Risiko eines Gesundheitsschadens minimieren, da auch bei eingehaltenem TRK-Wert eine Beeinträchtigung der Gesundheit des Menschen nicht ausgeschlossen ist. Dabei gelten die TRK-Werte für Personen, die gesund und im erwerbsfähigen Alter sind.
Der TRK-Wert war ein Grenzwert der deutschen Gefahrstoffverordnung (GefStoffV) bis zum Inkrafttreten ihrer Neufassung vom 1. Januar 2005. In Österreich werden TRK-Werte weiterhin verbindlich festgelegt gemäß der Grenzwerteverordnung (GKV).

## Deutschland
Seit 1. Januar 2005 besteht mit dem Inkrafttreten der neuen Gefahrstoffverordnung ein neues Grenzwert-Konzept. Die neue GefStoffV kennt nur noch gesundheitsbasierte Grenzwerte, genannt Arbeitsplatzgrenzwert (AGW) und Biologischer Grenzwert (BGW). Die alten Bezeichnungen MAK-Werte und BAT-Werte können und sollen jedoch bis zur vollständigen Umsetzung der Verordnung als Richt- und Orientierungsgrößen weiter verwendet werden. Seit 2013 leitet der Ausschuss für Gefahrstoffe für krebserzeugende Stoffe in der Luft am Arbeitsplatz stoffspezifische Expositions-Risiko-Beziehungen (ERB) ab sowie stoffspezifische Akzeptanz- und Toleranzkonzentrationen (TRGS 910).